# Baronesa de Santana
Baronesa de Santana é um título nobiliárquico brasileiro criado por D. Pedro II do Brasil, por decreto de 20 de junho de 1861, a favor de Maria José de Santana.
Titulares
1. Maria José de Santana;
2. Rosa de Santana Lopes – dama do paço.